# Avenida Prudente de Morais (Natal)

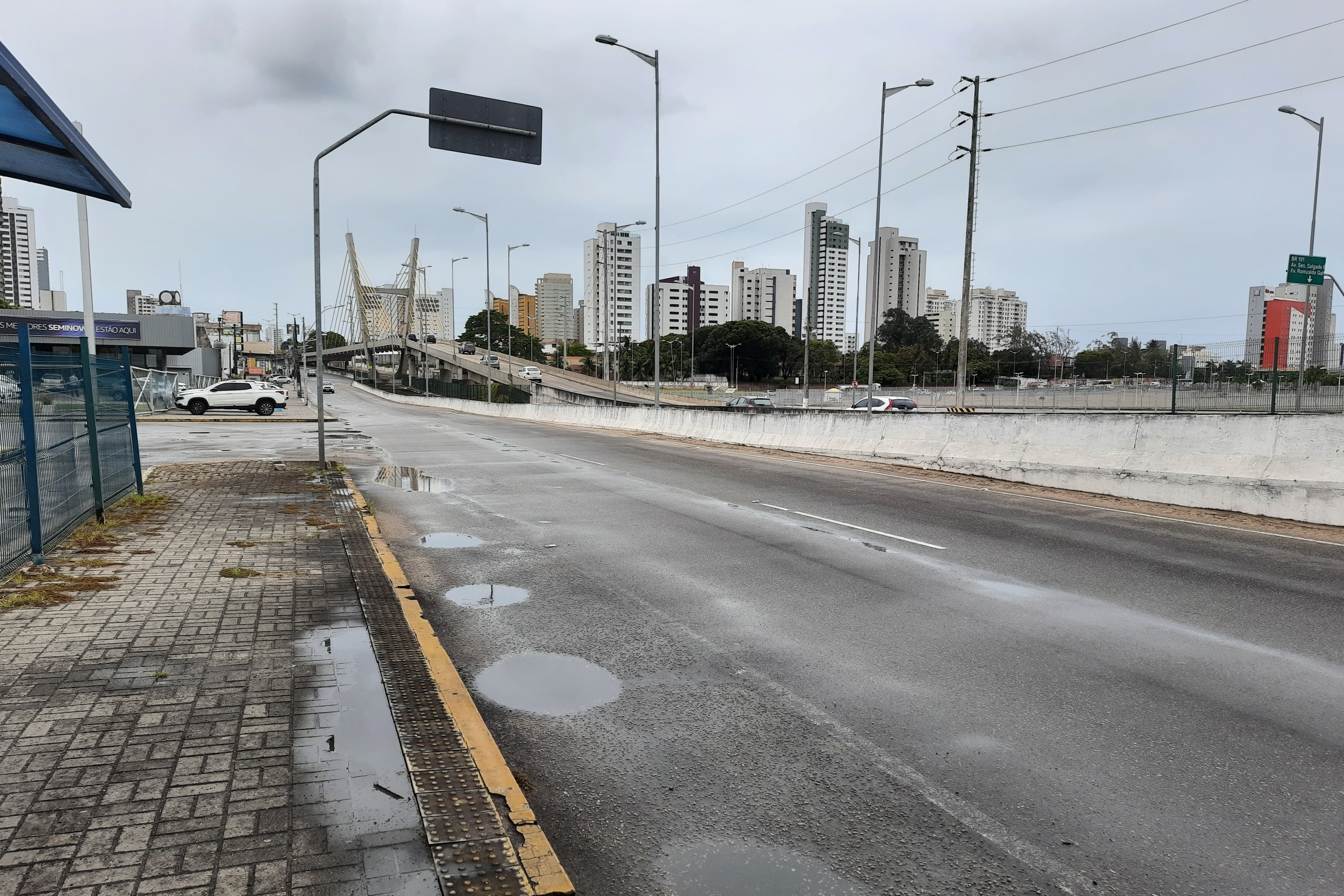
Trecho da avenida com o viaduto estaiado, próximo ao estádio Arena das Dunas

A Avenida Prudente de Morais é uma importante via localizada em Natal, capital do estado do Rio Grande do Norte, Brasil. É uma das principais e maiores avenidas da capital potiguar. Concentram-se na avenida vários estabelecimentos comerciais, como o Hiper Bompreço Natal, desportivos, como o Arena das Dunas e o Kartódromo de Natal, e cívicos, como a Praça Pedro Velho (mais conhecida como Praça Cívica).
Na avenida encontra-se instalado o prédio que daria lugar ao Presépio de Natal, obra de Oscar Niemeyer que foi abandonada pelo Poder Público.
O nome da avenida homenageia Prudente de Morais, presidente da República do Brasil de 1894 a 1898. A mesma avenida possui nome diferente no trecho entre a Avenida Getúlio Vargas e a Rua Seridó, no bairro de Petrópolis, chamando-se neste ponto de avenida Nilo Peçanha, em homenagem ao presidente do Brasil nos anos de 1909 a 1910. Na avenida Nilo Peçanha encontram-se algumas edificações importantes como o Hospital Universitário Onofre Lopes e a Maternidade Escola Januário Cicco.
O trecho a partir Avenida da Integração (no bairro Candelária) e a BR-101 é conhecido como Prolongamento da Avenida Prudente de Morais e é batizada oficialmente como Avenida Prefeito Omar O'Grady, em homenagem ao prefeito de Natal nos anos de 1924 a 1930.